# Station Stawiszcze
Station Stawiszcze is een spoorwegstation in de Poolse plaats Stawiszcze.